# Lazar de Serbia
Lazar Hrebeljanović (en serbio: Лазар Хребељановић; c. 1329-15 de junio de 1389) fue un gobernante serbio medieval que creó el estado más grande y poderoso luego de la desintegración del Imperio serbio. El estado de Lazar, al que los historiadores se refieren como Serbia del Morava, comprendía las cuencas de los ríos Gran Morava, Morava occidental y Morava meridional. Lazar gobernó la Serbia del Morava desde 1373 hasta su muerte en 1389. Trató de revivir el Imperio serbio y colocarse a sí mismo al mando ya que reclamaba ser el sucesor directo de la dinastía Nemanjić, que había gobernado el país durante dos siglos. El programa de Lazar contó con el pleno apoyo de la Iglesia ortodoxa local, pero la nobleza serbia no lo reconoció como su gobernante supremo. A menudo se le conoce como zar Lazar Hrebeljanović (en serbio: Цар Лазар Хребељановић, romanizado: Car Lazar Hrebeljanović); sin embargo, solo ostentaba el título de príncipe (en serbio: кнез, romanizado: knez).
Lazar murió en la batalla de Kosovo en junio de 1389 mientras dirigía un ejército cristiano reunido para enfrentarse a una invasión del Imperio otomano, dirigido por el sultán Murad I. La batalla terminó sin un claro vencedor, y ambos bandos sufrieron grandes pérdidas. Su viuda, Milica Nemanjić, que gobernó como regente de su hijo adolescente Esteban Lazarević, el sucesor de Lazar, aceptó la soberanía otomana en el verano de 1390.
Lazar es venerado en la Iglesia cristiana ortodoxa como mártir y santo, y es muy apreciado en la historia, cultura y tradición de Serbia. En la poesía épica serbia, se le conoce como zar Lazar (en serbio: Цар Лазар, romanizado: Car Lazar).

## Primeros años

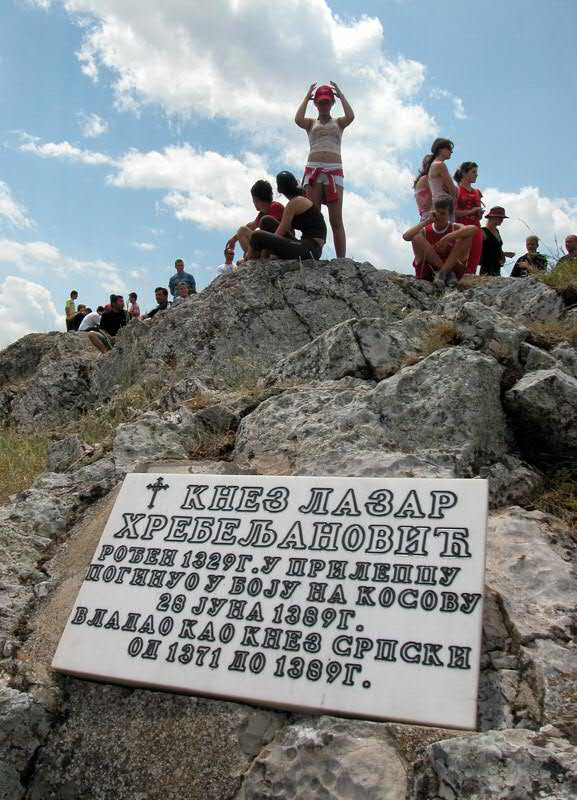
Monumento en la fortaleza de Prilepac, lugar de nacimiento de Lazar.

Lazar nació alrededor de 1329 en la fortaleza de Prilepac, a 13 kilómetros (8,1 millas) al sureste de Novo Brdo, que entonces era una importante ciudad minera. Su familia eran los señores hereditarios de Prilepac, que junto con la cercana fortaleza de Prizrenac protegían las minas y asentamientos alrededor de Novo Brdo. El padre de Lazar, Pribac, era un logoteta (canciller) en la corte de Esteban Dušan, un miembro de la dinastía Nemanjić, que gobernó como rey de Serbia de 1331 a 1346 y luego como zar del Imperio serbio de 1346 a 1355. El rango de logoteta era relativamente modesto en la jerarquía de la corte serbia. Dušan se convirtió en rey al destronar a su padre, el rey Esteban Uroš III, y luego recompensó a los pequeños nobles que lo habían apoyado en su rebelión, otorgándoles altas posiciones dentro de la jerarquía feudal. El padre de Lazar estaba entre estos nobles y fue promovido a la posición de logoteta cuando juro lealtad a Dušan. Según Mavro Orbini, historiador ragusiano del siglo XVI, el apellido de Pribac y Lazar era Hrebeljanović. Aunque Orbini no proporcionó una fuente para esta afirmación, ha sido ampliamente aceptada en la historiografía.

## Vida en la corte serbia
Pribac fue recompensado por Dušan de otra manera: a su hijo Lazar se le otorgó el puesto de stavilac en la corte del gobernante. El stavilac (literalmente «placer») tenía un papel en la ceremonia en la mesa real, aunque se le podían encomendar deberes que no tenían nada que ver con el ritual de la corte. El título de stavilac se clasificó como el último en la jerarquía de la corte serbia. Sin embargo, era bastante prestigioso ya que permitía a su poseedor estar muy cerca del gobernante. El stavilac Lazar se casó con Milica Nemanjić hacia 1353; según genealogías posteriores, creadas en la primera mitad del siglo XV, Milica era hija de Vratko, bisnieto de Vukan. Este último era hijo de Esteban Nemanja, el fundador de la dinastía Nemanjić, que gobernó Serbia desde 1166 hasta 1371. Los descendientes de Vukan no se mencionan en ninguna fuente conocida anterior a las genealogías del siglo XV.
El zar Dušan murió repentinamente en 1355, y fue sucedido por su hijo Esteban Uroš V, de veinte años. Lazar siguió siendo un stavilac en la corte del nuevo zar. La muerte de Dušan fue seguida por la agitación de la actividad separatista en el Imperio serbio. Epiro y Tesalia en su suroeste se separaron en 1359. Lo mismo sucedió con Braničevo y Kučevo, las regiones del noreste del imperio controladas por la familia Rastislalić, que reconoció la soberanía del rey Luis I de Hungría. El resto del estado serbio permaneció leal al joven Uroš. Sin embargo, incluso dentro de este, los poderosos nobles serbios afirmaban cada vez más su independencia de la autoridad del zar.

El Imperio serbio en 1355.

Uroš era débil e incapaz de contrarrestar estas tendencias separatistas, convirtiéndose en un poder inferior en el estado que gobernaba nominalmente. Se amparó en el noble serbio más fuerte, Vojislav Vojinović de Zahumlia. Vojislav comenzó como stavilac en la corte del zar Dušan, pero en 1363 controlaba una gran región desde el monte Rudnik en el centro de Serbia hasta Konavle en la costa del mar Adriático, y desde el curso superior del Drina hasta el norte de Kosovo. Los siguientes en el poder después de Vojislav fueron los hermanos Balšić, Stracimir, Đurađ y Balša II. Hacia 1363, obtuvieron el control de la región de Zeta, que coincidía en su mayor parte con la actual Montenegro.
En 1361, Vojislav inició una guerra con la República de Ragusa por algunos territorios. Luego, los ragusianos pidieron a las personas más eminentes de Serbia que usaran su influencia para detener estas hostilidades que eran perjudiciales para ambos bandos. En 1362, también se dirigieron a stavilac Lazar y le obsequiaron con tres rollos de tela. Un regalo relativamente modesto como fue, testifica que se percibía que Lazar tenía cierta influencia en la corte del zar Uroš. La paz entre Vojislav y Ragusa se firmó en agosto de 1362. El stavilac es mencionado como testigo en un documento de julio de 1363 mediante el cual Uroš aprobó un intercambio de tierras entre Vojislav y el čelnik Musa. Este último hombre había estado casado con la hermana de Lazar, Dragana, desde al menos 1355. El título de Musa, čelnik («jefe»), era de un rango más alto que el de stavilac.

## Señor regional menor
Las actividades de Lazar en el período comprendido entre 1363 y 1371 están poco documentadas en las fuentes. Aparentemente, dejó la corte del Zar Uroš en 1363 o 1365; Tenía unos 35 años de edad y no había avanzado más allá del rango de stavilac.  Vojislav, el señor regional más fuerte, murió repentinamente en septiembre de 1363. Los hermanos Mrnjavčević, Vukašin y Jovan, se convirtieron en los nobles más poderosos del Imperio serbio. Controlaron tierras en el sur del Imperio, principalmente en Macedonia. En 1365, el zar Uroš coronó rey a Vukašin, convirtiéndolo en su cogobernante. Aproximadamente al mismo tiempo, Jovan fue ascendido al rango de déspota. Un sobrino de Vojislav, Nicolás Altomanović, obtuvo el control en 1368 de la mayor parte del territorio de su difunto tío; Nicolás tenía unos veinte años en ese momento. En este período, Lazar se independizó y comenzó su carrera como señor regional. No está claro cómo se desarrolló su territorio, pero su núcleo ciertamente no estaba en su patrimonio, la fortaleza de Prilepac, que había sido tomada por Vukašin. El núcleo del territorio de Lazar estaba en algún lugar del área bordeada por los Mrnjavčević en el sur, Nicolás Altomanović en el oeste y los Rastislalić en el norte.
El libro El Reino de los Eslavos de Mavro Orbini, publicado en Pesaro en 1601, describe hechos en los que Lazar fue un protagonista principal. Dado que este relato no está corroborado por otras fuentes, algunos historiadores dudan de su veracidad. Según Orbini, Nicolás Altomanović y Lazar persuadieron al zar Uroš para que se uniera en su ataque contra los hermanos Mrnjavčević. El enfrentamiento entre los dos grupos de señores serbios tuvo lugar en el campo de Kosovo en 1369. Lazar se retiró de la batalla poco después de que comenzara. Sus aliados siguieron luchando, pero fueron derrotados por los Mrnjavčević. Altomanović apenas escapó con vida, mientras que Uroš fue capturado y encarcelado brevemente por los hermanos. Hay indicios de que ambos cogobernantes se separaron dos años antes de la supuesta batalla. En 1370 Lazar tomó de Altomanović la ciudad de Rudnik, un rico centro minero. Esto podría haber sido consecuencia de la derrota el año anterior. En cualquier caso, este último parece haberse recuperado rápidamente de aquella derrota con la ayuda de su poderoso protector, el Reino de Hungría.

## Príncipe

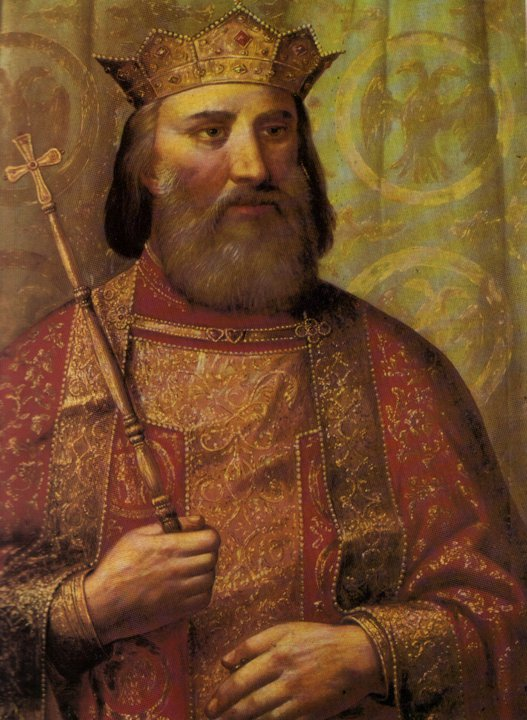
Pintura de Lazar por Vladislav Titelbah, c. 1900.

No se sabe desde cuándo Lazar había llevado el título de knez, que suele traducirse como «príncipe». La fuente más antigua que da testimonio de nuevo título es un documento ragusiano en latín, fechado el 22 de abril de 1371, en el que se le menciona como Comes Lazarus. Los ragusianos utilizaron comes como una traducción latina del título eslavo knez. El mismo documento relata que Lazar poseía Rudnik en ese momento. En la Serbia medieval, knez no era un término definido con precisión, y el título no tenía un rango fijo en la jerarquía feudal. Su rango era alto en el siglo XII, pero algo más bajo en el siglo XIII y la primera mitad del siglo XIV. Durante el reinado del zar Uroš, cuando la autoridad central declinó, se restauró el alto prestigio del título de knez. Fue llevado por el señor regional más poderoso, Vojislav Vojinović, hasta su muerte en 1363.

### Ascenso al poder
Los turcos otomanos tomaron Galípoli del Imperio bizantino en 1354. Esta ciudad en el borde sureste de la península balcánica fue la primera posesión otomana en Europa. Desde allí, iniciaron sus conquistas y en 1370 llegaron a las tierras serbias, específicamente al territorio de los Mrnjavčević en el este de Macedonia. Un ejército de los hermanos Mrnjavčević entró en el territorio controlado por los otomanos y se enfrentó a ellos en la batalla de Maritza el 26 de septiembre de 1371. Estos aniquilaron al ejército serbio; tanto el rey Vukašin como el déspota Jovan murieron en la batalla. El hijo y sucesor de Vukašin, Marko Mrnjavčević, se convirtió en cogobernante del zar Uroš. En diciembre de 1371, Uroš murió sin hijos, lo que marcó el final de la dinastía Nemanjić, que gobernó el país durante dos siglos. El gobernante del estado serbio, que de hecho había dejado de existir como un todo, era formalmente el rey Marko. Sin embargo, los poderosos señores ni siquiera consideraron reconocerlo como su gobernante supremo. Atacaron sus posesiones en Macedonia y Kosovo; Prizren y Peć fueron tomados por los hermanos Balšić, los señores de Zeta. Lazar tomó Priština y Novo Brdo, recuperando también su patrimonio, la Fortaleza de Prilepac. Los hermanos Jovan y Constantino Dejanović, crearon su propio dominio en el este de Macedonia. A Marko finalmente le quedó solo un área relativamente pequeña en el oeste de Macedonia centrada en la ciudad de Prilep. La viuda de Jovan Mrnjavčević, Jelena, que se convirtió en monja y tomó el nombre monástico de Jefimija, vivió con Lazar y su esposa Milica.
Después de la desaparición de los hermanos Mrnjavčević, Nicolás Altomanović emergió como el noble más poderoso en el territorio del fragmentado estado serbio. Mientras Lazar estaba ocupado en ocupar Priština y Novo Brdo, Nicolás recuperó Rudnik. En 1372, Lazar y Tvrtko, el señor de Bosnia, formaron una alianza en su contra. Según fuentes ragusianas, la República de Venecia medió en un acuerdo entre Nicolás y Đurađ Balšić sobre su ataque conjunto a Ragusa. El primero obtendría Pelješac y Ston, las partes ragusianas de la región de Zahumlia, que se dividió entre el dominio de Nicolás, Bosnia y Ragusa. Luis I de Hungría advirtió severamente a ambos gobernantes que se mantuvieran alejados de Ragusa, que había sido vasallo de los húngaros desde 1358. Al conspirar con Venecia, un enemigo húngaro, perdió la protección de Hungría. Lazar, preparándose para el enfrentamiento, prometió al rey Luis que sería su vasallo leal si el rey estaba de su parte. Lazar y Tvrtko lo atacaron y derrotaron en 1373; Nicolás fue capturado en su fortaleza, la ciudad de Užice, y estuvo a cargo de los sobrinos de Lazar, los hermanos Musić, quienes lo cegaron, según Orbini con la aprobación secreta de su tío. Lazar aceptó la soberanía húngara.
Tvrtko anexó a su estado las partes de Zahumlia que estaban en manos de Nicolás, incluidos los tramos superiores de los ríos Drina y Lim, así como los distritos de Onogošt y Gacko. Lazar, su yerno Vuk Branković, y el čelnik Musa, tomaron la mayor parte de sus dominios. Vuk Branković, adquirió Sjenica y parte de Kosovo, Musa, gobernó un área alrededor del monte Kopaonik junto con sus hijos Esteban y Lazar, conocidos como los hermanos Musić. Đurađ Balšić se apoderó de los distritos litorales de Nicolás: Dračevica, Konavle y Trebinje; Bosnia se apoderaría estas tierras en 1377. En octubre de ese año, Tvrtko fue coronado rey de Bosnia y Serbia. Aunque este era católico, su coronación se llevó a cabo en el monasterio serbio de Mileševa, o en algún otro monasterio ortodoxo destacado en su estado. También reclamó sus pretensiones al trono serbio y la herencia de la dinastía Nemanjić ya que era un pariente lejano de sangre de los miembros de esta dinastía. Hungría y Ragusa lo reconocieron como rey, y no hay indicios de que Lazar tuviera objeciones al nuevo título de su aliado. Esto, por otro lado, no significa que lo reconociera como su señor supremo. El rey Tvrtko, sin embargo, no contó con el apoyo de la Iglesia local, la única fuerza cohesiva en el fragmentado estado serbio.

### El principal noble de Serbia

Reino del Príncipe Lazar – Serbia del Morava.

Después de la muerte de Nicolás Altomanović, Lazar emergió como el señor más poderoso en el territorio del antiguo Imperio serbio. Algunos nobles locales se resistieron a su autoridad, pero finalmente se sometieron al príncipe. Ese fue el caso de Nikola Zojić en el monte Rudnik y Novak Belocrkvić en el valle del río Toplica. El extenso y rico dominio de Lazar era un refugio para los monjes cristianos ortodoxos que huían de las áreas amenazadas por los otomanos islámicos. Esto le trajo fama en el Monte Athos, el centro del monacato ortodoxo. La Iglesia serbia, o Patriarcado de Peć, había estado en cisma desde 1350 con el Patriarcado de Constantinopla, la autoridad central del cristianismo ortodoxo. Un monje serbio del Monte Athos llamado Isaija, que se distinguió como escritor y traductor, animó a Lazar a trabajar en la reconciliación de los dos patriarcados. Gracias a los esfuerzos de ambos, se envió una delegación eclesiástica al patriarca de Constantinopla para negociar la reconciliación. La delegación tuvo éxito y en 1375 la Iglesia serbia fue readmitida en comunión con el de Constantinopla.
El último patriarca de la Iglesia serbia en cisma, Sava IV, murió en abril de 1375. En octubre del mismo año, el príncipe Lazar y Đurađ Balšić convocaron un sínodo en Peć. El patriarca Efrén fue seleccionado como nuevo jefe de la Iglesia. Era un candidato de Constantinopla, o una selección de compromiso entre los candidatos de poderosos nobles. El patriarca Efrén abdicó en 1379 a favor de Espiridón, lo que algunos historiadores explican como resultado de la influencia de una corriente subterránea en la Iglesia asociada con Lazar. El príncipe y el patriarca Espiridón tuvieron una excelente cooperación. La Iglesia estaba en deuda con Lazar por su papel en el fin del cisma con Constantinopla. El príncipe también otorgó tierras a monasterios y construyó iglesias. Su mayor legado como constructor de iglesias es el monasterio de Ravanica completado en 1381. Algún tiempo antes, construyó la Iglesia de san Esteban en su capital, Kruševac; la iglesia sería conocida como Lazarica. Después de 1379, construyó el monasterio de Gornjak en Braničevo. Fue uno de los fundadores de los monasterios rumanos en Tismana y Vodiţa. Financió algunas obras de construcción en dos monasterios en el Monte Athos, el serbio Hilandar y el ruso san Pantaleón.

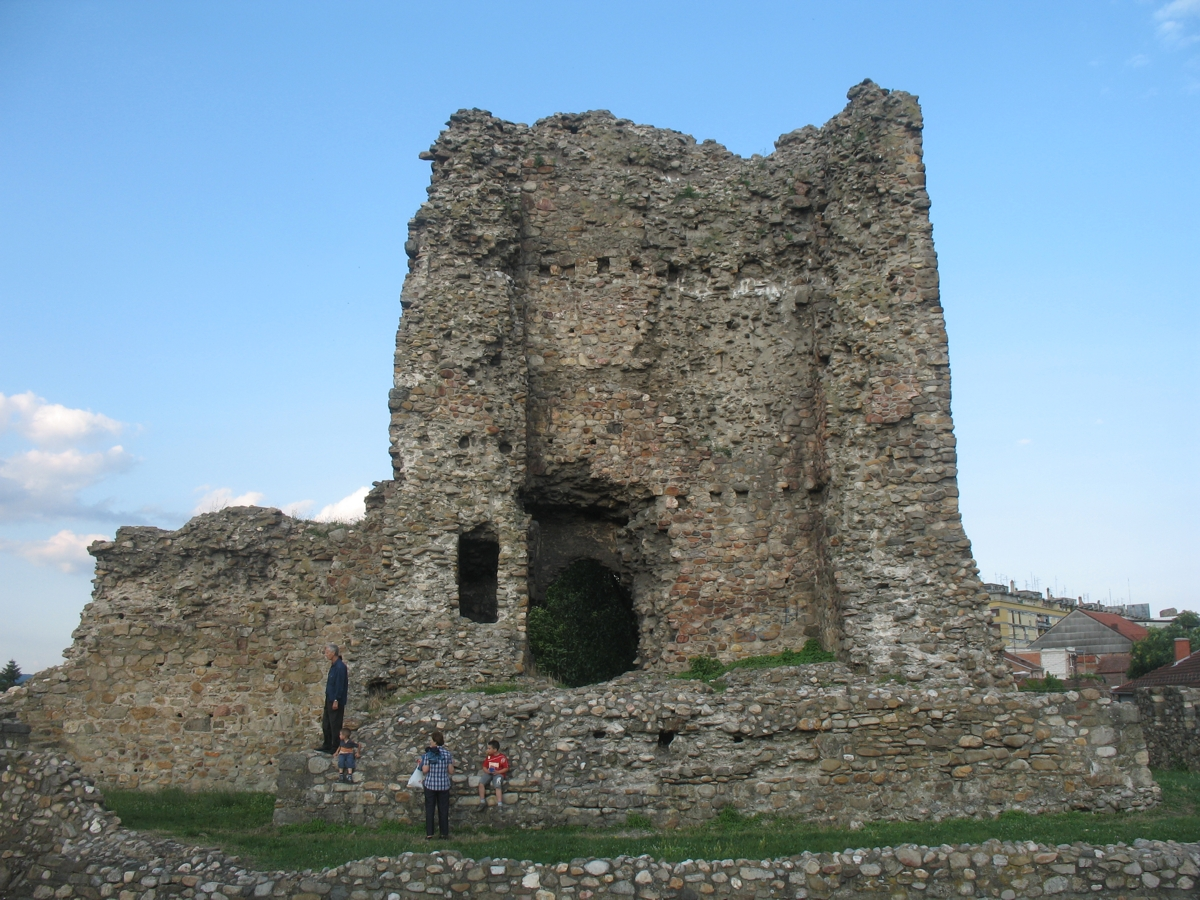
Restos del torreón de la fortaleza de Lazar en Kruševac, la capital del estado de Lazar.

Lazar extendió su dominio hasta el Danubio en 1379, cuando tomó Kučevo y Braničevo, expulsando al vasallo húngaro Radič Branković Rastislalić de estas regiones. El rey Luis le había concedido anteriormente la región de Mačva, o al menos una parte de ella, probablemente cuando aceptó la soberanía húngara. Esto sugiere que Lazar, que era vasallo de los húngaros, se había rebelado y, de hecho, se sabe que Luis había estado organizando una campaña contra Serbia en 1378. Sin embargo, no se sabe contra quién intentaba actuar. También es posible que fuera Radič Branković Rastislalić y que el ataque de Lazar tuviera la aprobación de Luis.
El estado de Lazar, conocido en la literatura como la Serbia del Morava, era más grande que los dominios de los otros señores en el territorio del antiguo Imperio serbio. También tenía un gobierno y un ejército mejor organizados. El estado comprendía las cuencas de los ríos Gran Morava, Morava occidental y Morava meridional, que se extendían desde el nacimiento del Morava meridional hacia el norte hasta los ríos Danubio y Sava. Su frontera noroeste corría a lo largo del río Drina. Además de la capital Kruševac, el estado incluía ciudades importantes de Niš y Užice, así como Novo Brdo y Rudnik, los dos centros mineros más ricos de la Serbia medieval. El estado de Lazar estaba más alejado de los centros otomanos y estaba menos expuesto a los estragos de sus ataques. Esta circunstancia atrajo a inmigrantes de las áreas amenazadas por los otomanos, que construyeron nuevas aldeas y pueblos en áreas pobremente habitadas y sin cultivar de la Serbia del Morava. También hubo personas espirituales entre los inmigrantes, lo que estimuló el renacimiento de viejos centros eclesiásticos y la fundación de otros nuevos en el estado de Lazar. La posición estratégica de las cuencas del Morava contribuyó al prestigio y la influencia política de Lazar en los Balcanes debido a las anticipadas ofensivas otomanas.

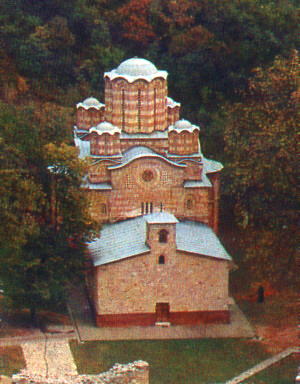
El monasterio de Ravanica fue fundado por Lazar.

En las cartas emitidas entre 1379 y 1388, el príncipe se nombró a sí mismo como Esteban Lazar. «Esteban» era el nombre que llevaban todos los gobernantes Nemanjić. Tvrtko también agregó «Esteban» a su nombre cuando fue coronado rey de los serbios y Bosnia. Desde un punto de vista lingüístico, sus cartas muestran rasgos del dialecto Kosovo-Resava del idioma serbio. En las cartas, Lazar se refirió a sí mismo como el autócrata de toda la tierra serbia, o autócrata de todos los serbios. Los reyes de Nemanjić lo adoptaron y lo aplicaron a sí mismos en su significado literal para enfatizar su independencia del Imperio bizantino, cuya soberanía suprema reconocieron nominalmente. En la época de Lazar, el estado serbio experimentó la pérdida de algunas de sus tierras, la división de los territorios restantes entre los señores regionales, el final de la dinastía Nemanjić y los ataques otomanos. Estas circunstancias plantearon la cuestión de la continuación del estado serbio. La respuesta de Lazar a esta pregunta se puede leer en los títulos que se aplicó a sí mismo en sus estatutos. Su ideal era la reunificación de Serbia bajo su mando como sucesor directo de los Nemanjić. Lazar contó con el pleno apoyo de la Iglesia local para este programa político. Sin embargo, los poderosos señores regionales—los Balšić en Zeta, Vuk Branković en Kosovo, el rey Marko, Constantino Dejanović y Radoslav Hlapen en Macedonia: gobernaron sus dominios independientemente del príncipe. Además de eso, los tres señores de Macedonia se convirtieron en vasallos otomanos después de la batalla de Maritza. Lo mismo sucedió con Bizancio y Bulgaria. En 1388, la soberanía otomana también fue aceptada por Djuradj Stracimirović Balšić, el señor de Zeta.
Un grupo de asalto otomano, que pasaba sin obstáculos a través de sus territorios vasallos, irrumpió en la Serbia del Morava en 1381. Fue derrotado por los nobles de Lazar, Crep Vukoslavić y Vitomir, en la batalla de Dubravnica, librada cerca de la ciudad de Paraćin. En 1386, el propio sultán otomano Murad I dirigió fuerzas mucho más grandes que ocuparon Niš. No está claro si el encuentro entre ambos ejércitos en Pločnik, un sitio al suroeste de Niš, ocurrió poco antes o después de la captura de la ciudad. Lazar rechazó a Murad en Pločnik. Después de la muerte del rey Luis I en 1382, estalló una guerra civil en el Reino de Hungría. Parece que Lazar participó en la guerra como uno de los oponentes del príncipe Segismundo de Luxemburgo. Lazar pudo haber enviado algunas tropas para luchar en las regiones de Belgrado y Sirmia. A medida que aumentaba la amenaza otomana y crecía el apoyo a Segismundo en Hungría, Lazar hizo las paces con este, quien fue coronado rey de Hungría en marzo de 1387. La paz se selló, probablemente en 1387, con el matrimonio de la hija de Lazar, Teodora, con Nicolás II Garai, un poderoso noble húngaro que apoyó a Segismundo. Alrededor del mismo año, otra de sus hijas, Jelena, se casó con Đurađ Stracimirović Balšić. Aproximadamente un año antes, su otra hija, Dragana, se casó con Iván Shishman, zar de Bulgaria.

### Batalla de Kosovo

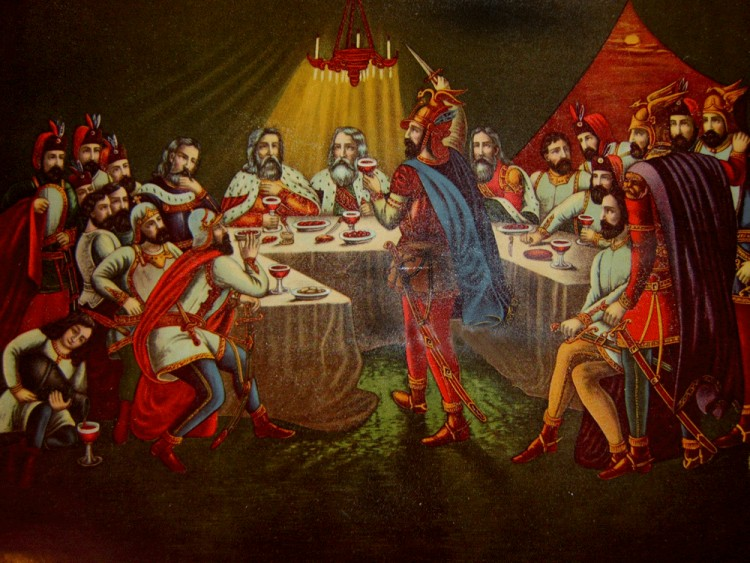
La noche antes de la batalla de Kosovo, obra de Adam Stefanović (1870).

Disposición de las tropas serbias y otomanas antes de la batalla de Kosovo.

Desde el encuentro en Pločnik en 1386, Lazar tenía claro que era inminente una batalla decisiva con los otomanos. Después de hacer las paces con Segismundo, para evitar problemas en sus fronteras del norte, el príncipe aseguró el apoyo militar de Vuk Branković y el rey Tvrtko. El rey de los serbios y Bosnia también esperaba una ofensiva otomana más grande ya que su ejército, comandado por Vlatko Vuković, acabó con un gran grupo de asalto turco en la batalla de Bileća en 1388. Un ejército otomano comandado por el sultán Murad, estimado entre veintisiete y treinta mil hombres, avanzó por el territorio de Constantino Dejanović y llegó en junio de 1389 al campo de Kosovo cerca de Priština, en el territorio de Vuk Branković. El ejército otomano se encontró con las fuerzas comandadas por el príncipe Lazar, estimadas entre doce y treinta mil hombres, que consistían en las propias tropas del príncipe, las tropas de Vuk Branković y un contingente bajo el liderazgo de Vlatko Vuković enviado por el rey Tvrtko. La batalla de Kosovo, la más famosa en la historia medieval de Serbia, se libró el 15 de junio de 1389. En la feroz lucha y las grandes pérdidas mutuas, tanto el príncipe como el sultán perdieron la vida.
La información sobre el curso y el resultado de la batalla de Kosovo está incompleta en las fuentes históricas. Se puede concluir que, tácticamente, la batalla fue un empate. Sin embargo, las pérdidas fueron devastadoras solo para los serbios, que habían llevado a Kosovo casi toda su fuerza de combate. Aunque el territorio gobernado por Lazar era un estado económicamente próspero y militarmente bien organizado, no podía compararse con el Imperio otomano en lo que se refería a tamaño territorial, población y poder económico. Lazar fue sucedido por su hijo mayor, Esteban Lazarević. Como todavía era menor de edad, la Serbia del Morava fue administrada por su madre, Milica. Fue atacada desde el norte cinco meses después de la batalla por las tropas del rey húngaro Segismundo. Cuando las fuerzas otomanas, que avanzaban hacia Hungría, llegaron a las fronteras de la Serbia del Morava en el verano de 1390, Milica aceptó la soberanía otomana. Envió a su hija menor, Olivera, a unirse al harén del sultán Bayezid I. Vuk Branković se convirtió en vasallo otomano en 1392. Ahora todas las tierras serbias estaban bajo su soberanía, excepto Zahumlia que estaba en poder del rey Tvrtko.

## Culto

### Bajo los soberanos serbios
Después de la batalla de Kosovo, el príncipe Lazar fue enterrado en la iglesia de la Ascensión en Priština, la capital del señorío de Vuk Branković. Luego de uno o dos años, en 1390 o 1391, las reliquias de Lazar fueron transferidas al monasterio de Ravanica, que el príncipe había construido y destinado para ser su lugar de entierro. La traslación fue organizada por la Iglesia serbia y la familia de Lazar. Al entierro ceremonial de las reliquias en Ravanica asistió el más alto clero de la Iglesia serbia, incluido el patriarca Danilo III. Es muy probable en este momento y lugar que Lazar fue canonizado, aunque no se escribió ningún relato de su canonización. Fue incluido entre los mártires cristianos, con su festividad el 15 de junio. Según los escritos del patriarca Danilo y otros autores contemporáneos, el príncipe Lazar fue capturado y decapitado por los turcos. Su muerte podría compararse con la de los primeros mártires cristianos que fueron asesinados por paganos.

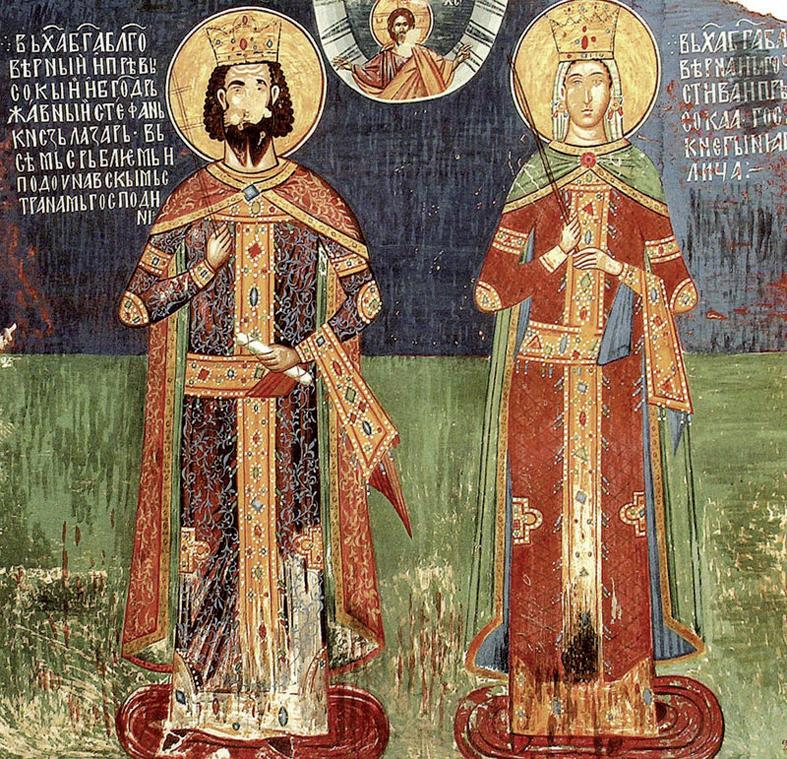
Fresco del príncipe Lazar y su esposa Milica en el monasterio de Ljubostinja (1405), cerca de Trstenik, Serbia

En un estado medieval con un fuerte vínculo entre Estado e Iglesia, como en la Serbia del Morava, una canonización no era solo un acto eclesiástico, sino también tenía un significado social. Después de dos siglos de gobierno de la dinastía Nemanjić, la mayoría de los cuales fueron canonizados, Lazar fue el primer laico en ser reconocido como santo. Durante su vida, había alcanzado un prestigio considerable como el principal señor en el territorio del antiguo Imperio serbio. La Iglesia lo vio como el único gobernante digno y capaz de suceder a los Nemanjići y restaurar su estado. Su muerte fue vista como un punto de inflexión en la historia de Serbia. Las secuelas de la batalla de Kosovo se sintieron en Serbia casi de inmediato, aunque más importante a largo plazo fue la batalla de Maritza dieciocho años antes, ya que la derrota de los hermanos Mrnjavčević en ella abrió los Balcanes a los turcos.
Lazar es venerado como santo y mártir en diez escritos de culto compuestos en Serbia entre 1389 y 1420; nueve de ellos podrían tener una fecha más cercana al año anterior que al segundo. Estos escritos fueron el principal medio para difundir el culto a san Lazar, y la mayoría de ellos fueron utilizados en la liturgia en su festividad. El Encomio del príncipe Lazar de la monja Jefimija se considera que tiene la más alta calidad literaria de los diez textos. La monja Jefimija (cuyo nombre secular era Jelena) era pariente de la princesa Milica, y viuda de Uglješa Mrnjavčević. Después de su muerte, ella vivió con Milica y Lazar. Jefimija bordó el Encomio con un hilo dorado en la cubierta de seda que cubre las reliquias de Lazar. Stefan Lazarević es considerado como el autor del texto tallado en una columna de mármol que se erigió en el sitio de la batalla de Kosovo. El pilar fue destruido por los otomanos, pero el texto se conserva en un manuscrito del siglo XVI. El patriarca Danilo III escribió una Narración sobre el príncipe Lazar en la época de la traslación de las reliquias de Lazar. Se considera históricamente el más informativo de los diez escritos, aunque es una síntesis de hagiografía, elogio y homilía. El príncipe es venerado no solo como mártir, sino también como guerrero. El patriarca escribió que la batalla de Kosovo terminó cuando ambas partes se agotaron; tanto los serbios como los turcos sufrieron grandes pérdidas. La parte central de la Narración es la versión del patriarca del discurso de Lazar a los guerreros serbios antes de la batalla:

Ustedes, camaradas y hermanos, señores y nobles, soldados y vaivodas —Grandes y pequeños. Ustedes mismos son testigos y observadores de esa gran bondad que Dios nos ha dado en esta vida... Pero si la espada, las heridas o la oscuridad de la muerte nos llegan, la aceptamos dulcemente para Cristo y para la piedad de nuestra patria. Es mejor morir en la batalla que vivir avergonzado. Es mejor para nosotros aceptar la muerte de la espada en la batalla que ofrecer nuestros hombros al enemigo. Hemos vivido mucho tiempo para el mundo; al final buscamos aceptar la lucha del mártir y vivir para siempre en el cielo. Nos llamamos soldados cristianos, mártires por la piedad que se registrará en el Libro de la Vida. No ahorramos nuestros cuerpos en la lucha para que podamos aceptar las santas coronas de aquel que juzga todos los logros. Los sufrimientos engendran gloria y las labores conducen a la paz.

Con la muerte de Lazar, Serbia perdió a su gobernante regional más fuerte, que podría haber sido visto como la última esperanza contra los otomanos en expansión. Esta pérdida podría haber llevado al pesimismo y a un sentimiento de desesperación. Los autores de los escritos de culto interpretaron la muerte de Lazar y los miles de sus guerreros en el campo de Kosovo como un martirio para la fe cristiana y para Serbia. El sultán Murad y su ejército son descritos como bestias sedientas de sangre, impías y paganas. El príncipe Lazar, por su martirio, permanece eternamente entre los serbios como el buen pastor. Su culto estaba unido a los otros grandes cultos de la Serbia medieval, los de los primeros Nemanjići canonizados: san Simeón (cuyo nombre secular era Nemanja) y su hijo san Sava. Los cultos contribuyeron a la consolidación de los serbios en una fuerte unidad religiosa y política. Sin embargo, Lazar estaba a la sombra de san Sava y san Simeón.

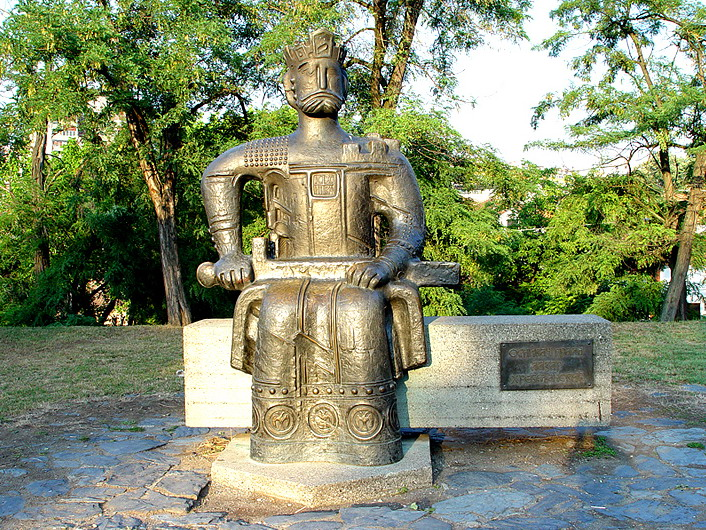
Monumento al príncipe Lazar, erigido el 27 de junio de 1971 para conmemorar los «Seis siglos de Kruševac» por el autor Nebojša Mitrić.

El emperador bizantino le otorgó el título de déspota al hijo y sucesor de Lazar, Stefan Lazarević, y dejó de ser vasallo otomano en 1402. Al menos durante su reinado, el príncipe Lazar probablemente fue venerado en toda la Serbia del Moravia así como en dos monasterios en el Monte Athos, el Hilandar serbio y el San Pandeleimonos ruso, en los que el príncipe había financiado algunas obras de construcción. Durante el reinado del déspota Stefan, se sabe que solo se pintó una imagen de Lazar. Está en un fresco en el monasterio de Ljubostinja, construido alrededor de 1405 por la princesa Milica. Lazar está representado allí con atributos reales, en lugar de los santos. Su siguiente imagen no aparecería hasta 1594, cuando fue pintada entre imágenes de muchos otros personajes en el monasterio Orahovica en Eslavonia (entonces bajo el dominio otomano). Para su culto, más importante que la iconografía fue la literatura de culto.
El déspota Stefan Lazarević murió repentinamente en julio de 1427. Fue sucedido por el déspota Đurađ, hijo de Vuk Branković y nieto de Lazar. Al comienzo de su reinado, Đurađ emitió una carta en la que se refería a Lazar como un santo. Cuando volvió a emitir la carta en 1445, evitó el adjetivo «santo», en referencia a Lazar, reemplazándolo por «descansando en santidad». La evitación de referirse al príncipe como un santo se puede observar en otros documentos e inscripciones de ese período, incluidos los escritos por su hija Jelena.

### Durante el dominio otomano
El Despotado de Serbia cayó ante los otomanos en 1459. La veneración del santo príncipe Lazar se redujo a un culto local, centrado en el monasterio de Ravanica. Sus monjes continuaron celebrando anualmente su festividad. El príncipe había otorgado 148 aldeas y diversos privilegios al monasterio. Los otomanos redujeron su propiedad a un par de aldeas con 127 hogares en total, pero eximieron a Ravanica de algunos impuestos. El viajero italiano Marc'Antonio Pigafetta, quien visitó Ravanica en 1568, informó que el monasterio nunca fue dañado por los turcos, y los monjes practicaban libremente su religión, excepto que no se les permitía tocar las campanas.

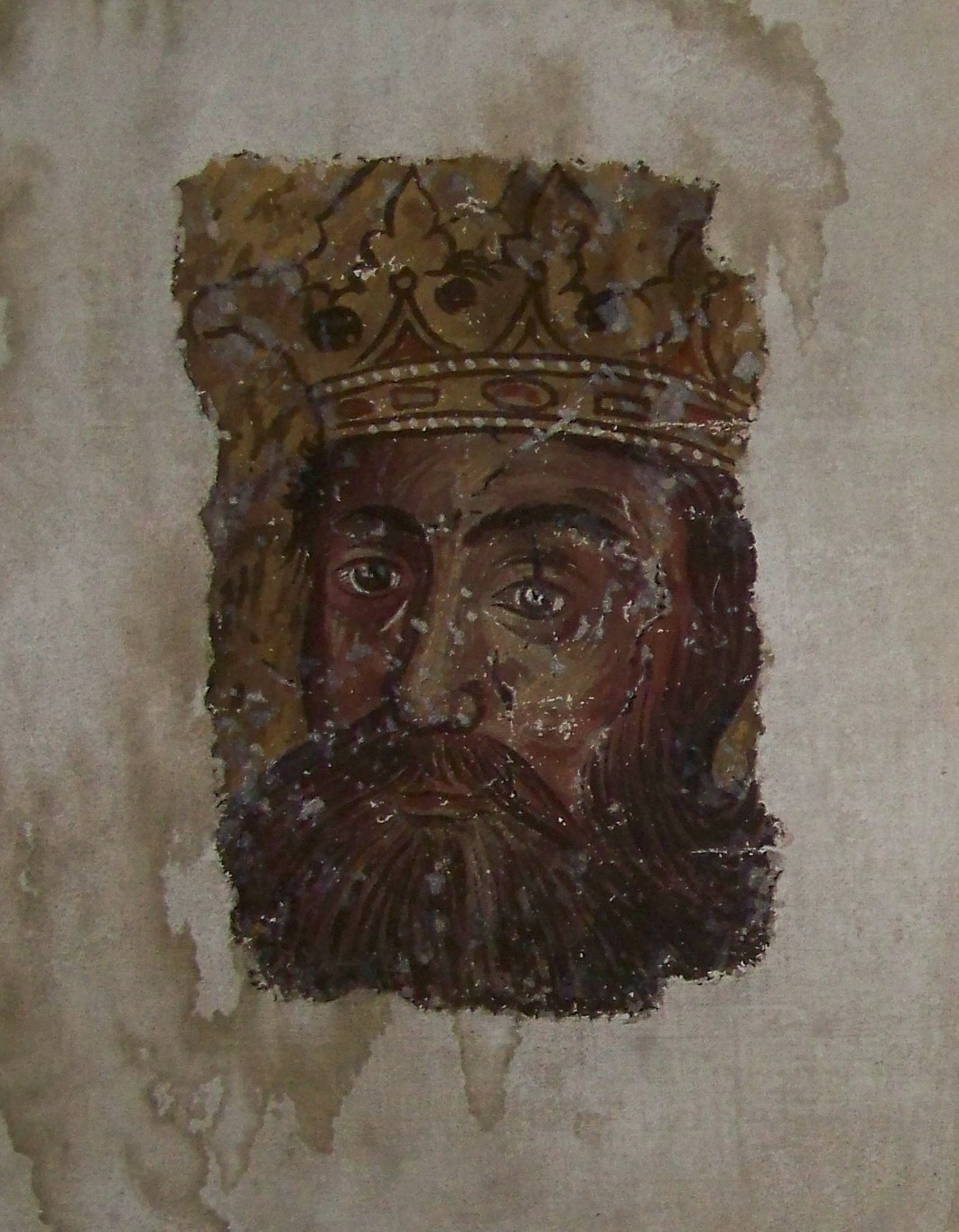
Restos de un fresco medieval serbio.

San Lazar fue venerado en la corte del zar Iván IV de Rusia, cuya abuela materna nació en la noble familia serbia de Jakšić. Lazar aparece en un fresco en la catedral del Arcángel Miguel, el lugar de entierro de los monarcas rusos en el Kremlin de Moscú. Las paredes de la catedral fueron pintadas en 1565 con frescos que muestran a todos los gobernantes rusos que precedieron a Iván IV. Solamente se representaron cuatro no rusos: el emperador bizantino Miguel VIII Paleólogo y tres serbios: los santos Simeón, Sava y Lazar. El príncipe también está representado en la Crónica Ilustrada de Iván el Terrible, en sus nueve miniaturas que representan la batalla de Kosovo. Es en este libro ruso que por primera vez se menciona al príncipe Lazar como zar. Alrededor de 1700, el conde Đorđe Branković escribiría sus Crónicas eslavo-serbias, en las que afirmaba que Lazar fue coronado zar. Esto influiría en la tradición popular serbia, en la que el príncipe es conocido hoy en día como el zar Lazar. Después de la muerte de Iván IV, Lazar rara vez es mencionado en las fuentes rusas.
El culto de Lazar en su tierra natal en manos de los otomanos, reducido al monasterio de Ravanica, recibió un impulso durante el periodo del patriarca serbio Paisije. En 1633 y varios años posteriores, Lazar fue pintado en la iglesia del monasterio patriarcal de Peć y otras tres iglesias serbias. El patriarca Paisije escribió que el zar Dušan adoptó a Lazar y le dio a su pariente, la princesa Milica, en matrimonio. De esta manera, fue el legítimo sucesor de la dinastía Nemanjić. En 1667, el príncipe fue pintado en una pared en el monasterio de Hilandar. El mismo pintor creó un ícono que muestra a Lazar junto con Đorđe Kratovac, un orfebre que fue torturado y asesinado por los turcos y reconocido como mártir. En 1675, el príncipe Lazar y varios Nemanjić estuvieron representados en un ícono comisionado por los hermanos Gavro y Vukoje Humković, artesanos serbios de Sarajevo. Las imágenes del príncipe de este período lo muestran más como un gobernante que como un santo, excepto el icono con Đorđe Kratovac.

### Después de la Gran migración serbia

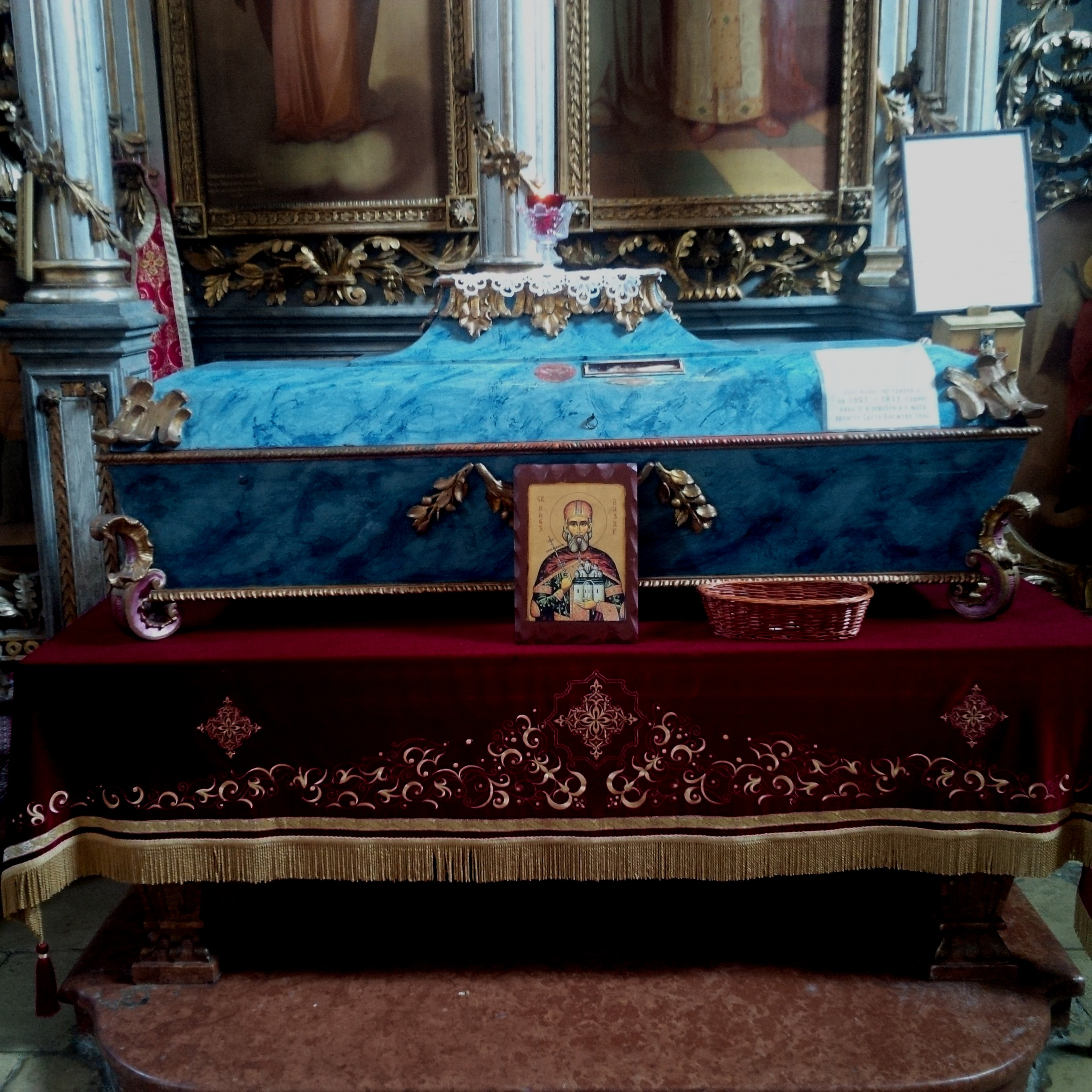
Reliquias de Lazar de Serbia, monasterio de Vrdnik-Ravanica en Vrdnik.

Durante la Gran Guerra Turca en las últimas décadas del siglo XVII, el Imperio Habsburgo tomó algunas tierras serbias de los otomanos. En 1690, una proporción considerable de la población serbia que vivía en estas tierras emigró al Imperio Habsburgo, ya que su ejército se retiró de Serbia antes de que avanzaran los otomanos. Este éxodo, conocido como la Gran migración serbia, fue dirigido por Arsenije III Crnojević, patriarca de la Iglesia serbia. Los monjes de Ravanica se unieron al éxodo hacia el norte, llevándose consigo las reliquias de Lazar y los objetos de valor del monasterio. Se establecieron en la ciudad de Szentendre, cerca de la cual construyeron una iglesia de madera y colocaron las reliquias en ella. Construyeron casas para ellos mismos alrededor de la iglesia y nombraron a su nuevo asentamiento Ravanica. Szentendre también se convirtió en una sede temporal del patriarca Arsenije III.
Los monjes de Ravanica establecieron contactos con los monasterios serbios del Imperio Habsburgo y con la Iglesia ortodoxa rusa, de la cual recibieron ayuda. Ampliaron considerablemente su biblioteca y tesorería durante su estancia en Szentendre. En este período comenzaron a usar la impresión para difundir la veneración del santo príncipe: hicieron un grabado en madera que representaba a Lazar como un cefalóforo, sosteniendo su cabeza cortada en su mano. En 1697, los monjes de Ravanica dejaron su asentamiento de madera en Szentendre y se mudaron al monasterio en ruinas de Vrdnik-Ravanica en el monte Fruška Gora en la región de Sirmia. Lo renovaron y colocaron las reliquias de Lazar en su iglesia, después de lo cual este monasterio se convirtió en el centro de culto del príncipe. Pronto llegó a ser más frecuentemente referido como Ravanica que Vrdnik. A mediados del siglo XVIII, surgió la creencia general de que el monasterio fue fundado por el propio príncipe Lazar. Su iglesia se hizo demasiado pequeña para dar cabida a todos los devotos que se reunieron allí en días festivos.
El 21 de julio de 1718 se firmó el Tratado de Passarowitz, por el cual la parte norte de Serbia fue cedida del Imperio otomano al Imperio Habsburgo. En ese momento, solo uno de los monjes originales de Ravanica había abandonado su monasterio hace 28 años, todavía estaba vivo, se llamaba Stefan. Poco antes de que se firmara el tratado, Stefan regresó a Ravanica y renovó el monasterio, que estaba medio arruinado y cubierto de vegetación cuando llegó. En 1733, solo había cinco monjes en Ravanica. Serbia fue devuelta al Imperio otomano en 1739, pero el monasterio no fue completamente abandonado esta vez.
Después de la Gran migración serbia, el alto clero de la Iglesia serbia popularizó activamente los cultos de los gobernantes serbios canonizados. Arsenije IV Šakabenta, metropolitano de Karlovci, empleó en 1741 a los grabadores Hristofor Zhefarovich y Thomas Mössmer para crear un grabado titulado «San Sava con los santos serbios de la casa de Nemanja», donde también se representaba a Lazar. Su propósito no era solo religioso, ya que también debía recordar a la gente del estado serbio independiente antes de la conquista otomana, y la lucha del príncipe Lazar contra los otomanos. El grabado fue presentado en la corte de los Habsburgo. Los mismos grabadores produjeron un libro titulado Stemmatografia, publicado en Viena en 1741. Parte de este incluía grabados en cobre de 29 gobernantes y santos, entre los que se encontraban dos cefalóforos, Jovan Vladimir y Lazar. La Stemmatografia fue muy popular entre los serbios, provocando sentimientos patrióticos en ellos. El santo príncipe a menudo sería representado como un cefalóforo en obras posteriores, creadas en diversas técnicas artísticas. Un caso aislado entre las imágenes de Lazar es una placa de cobre de 1773 de Zaharije Orfelin, en la que el príncipe tiene una apariencia de desfile, sin atributos santos, excepto un halo.
Las reliquias de Lazar permanecieron en el monasterio de Vrdnik-Ravanica hasta 1941. Poco antes de que la Alemania nazi atacara y dominara Yugoslavia, las reliquias fueron llevadas al monasterio de Bešenovo, también en el monte Fruška Gora. Sirmia se convirtió en parte del estado títere nazi de Croacia, controlado por el movimiento fascista Ustacha, que llevó a cabo campañas de genocidio a gran escala contra los serbios. El archimandrita de Vrdnik, Longin, quien escapó a Belgrado en 1941, informó que los objetos sagrados serbios en Fruška Gora estaban en peligro de destrucción total. Propuso que los llevaran a Belgrado, que fue aceptado por el sínodo de la Iglesia ortodoxa serbia. El 14 de abril de 1942, después de que las autoridades de ocupación alemanas dieron su permiso, el relicario con las reliquias de Lazar fue transportado desde Bešenovo a la iglesia de la catedral de Belgrado y ceremonialmente colocado frente al iconostasio en la iglesia. En 1954, el sínodo decidió que las reliquias debían ser devueltas al monasterio de Ravanica, que se realizó en 1989, en el 600 aniversario de la batalla de Kosovo.

## Tradición
En la tradición épica serbia, se dice que Lazar fue visitado la noche anterior a la batalla por una aguililla gris o halcón de Jerusalén que ofreció elegir entre un reino terrenal—lo que implica la victoria en la batalla de Kosovo—o un reino celestial, que vendría como el resultado de una capitulación pacífica o una derrota sangrienta.

«...el profeta Elías apareció como un halcón gris ante Lazar, con una carta de la Madre de Dios que le decía que la elección era entre tener un reino terrenal y entrar en el reino de los cielos...»

Según las epopeyas, Lazar optó por el reino eterno y celestial y, en consecuencia, pereció en el campo de batalla. «Morimos con Cristo, para vivir por siempre», dijo a sus soldados. Esa declaración y el testamento de Kosovo se consideraron un pacto que el pueblo serbio hizo con Dios y selló con la sangre de los mártires. Desde entonces, todos los serbios fieles a ese testamento se consideran a sí mismos como el pueblo de Dios, la nación del Nuevo Testamento de Cristo, la Serbia celestial, parte del Nuevo Israel de Dios. Es por eso que los serbios a veces se refieren a sí mismos como la gente del cielo.
Jefimija, la exesposa de Jovan Mrnjavčević y más tarde una monja en el monasterio de Ljubostinja, bordó en una mortaja la alabanza al príncipe Lazar, una de las obras más importantes de la literatura serbia medieval. La Iglesia ortodoxa serbia canonizó a Lazar como san Lazar. Se celebra 28 de junio (según el calendario Gregoriano) o 15 de junio según el calendario Juliano (Vidovdan). Varias ciudades y pueblos (como Lazarevac), pequeñas iglesias ortodoxas serbias y misiones en todo el mundo llevan su nombre. Sus supuestos restos se guardan en el monasterio de Ravanica.

## Descendencia
Lazar y Milica tuvieron al menos siete hijos:
- Mara (fallecida el 12 de abril de 1426), se casó con Vuk Branković alrededor de 1371;[87]
- Dragana (fallecida antes de julio de 1395), se casó con el zar búlgaro Iván Shishman, alrededor de 1386;[88]
- Teodora (fallecida antes de 1405), se casó con el noble húngaro Nicolás II Garai alrededor de 1387;[89][90]
- Jelena (fallecida en marzo de 1443) se casó primero con el señor de Zeta Đurađ II Balšić, luego con el magnate bosnio Sandalj Hranić;[91][92]
- Olivera (1372-después de 1444), se casó con el sultán otomano Bayezid I en 1390;[93]
- Stefan Lazarević (c. 1377-19 de julio de 1427), príncipe (1389-1402) y déspota (1402-1427);[94]
- Vuk Lazarević (c. 1380-6 de julio de 1410), príncipe, ejecutado el 6 de julio de 1410.[94]